# 石村古墳駅
石村古墳駅（ソクチョンゴブンえき）は、大韓民国ソウル特別市松坡区三田洞にあるソウル地下鉄9号線の駅。駅番号は (932) 。

## 駅構造
島式ホーム1面2線を有する地下駅で、ホームドアが設置されている。

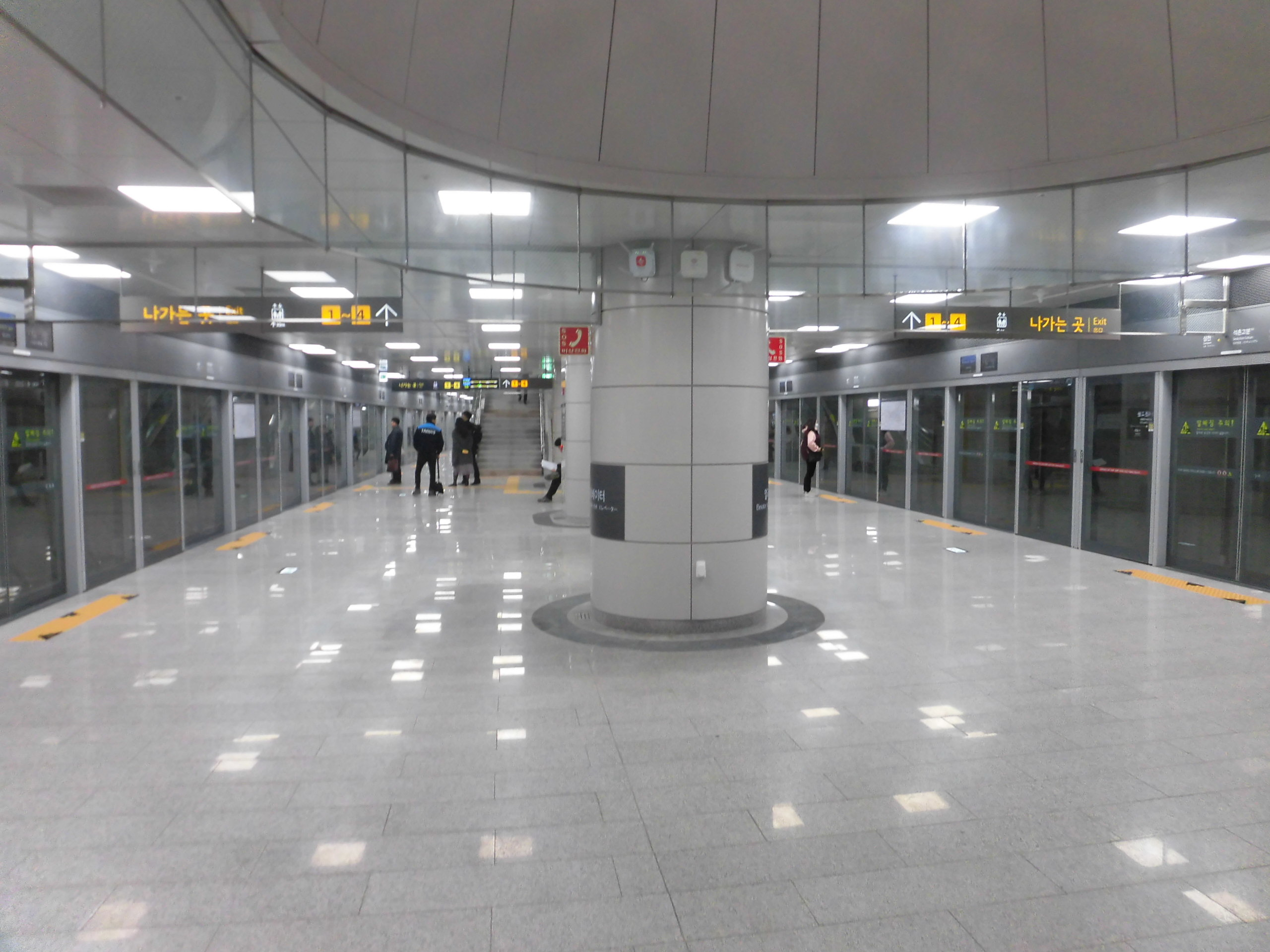
ホーム

### のりば
| 上り | 9号線 | 総合運動場駅・新論峴・金浦空港・開花方面 |
| 下り | 9号線 | 石村・オリンピック公園・中央報勲病院方面 |

## 駅周辺
- 培明中学校（朝鮮語版）
- 培明高等学校（朝鮮語版）
- 石村洞古墳群

## 歴史
- 2018年8月9日 - 駅名を「石村古墳駅」に確定[1]。
- 2018年12月1日 - 開業。

## 隣の駅
ソウル市メトロ9号線
●9号線
急行
通過
一般（各駅停車）
三田駅 (931) - 石村古墳駅 (932) - 石村駅 (933)